# Gartenkralle
Eine Gartenkralle ist ein Gartengerät, das als Werkzeug zur Auflockerung des Bodens und zur Unkrautentfernung, sowie zum Untermischen von Dünger  und Kompost eingesetzt wird. 

## Beschaffenheit
Sie besteht aus einer einfachen oder gekreuzten und im Zinken um etwa 30 Grad gedrehten Gabel an einem Werkzeugstiel. Es gibt die Varianten links- und rechtsdrehend ohne Funktionsunterschied und in verschiedenen Materialausführungen. Auch eine Minikralle als verkleinerte Form ist zum Arbeiten für Pflanzenkübel, Hochbeete  und Blumenkästen gedacht.

## Funktionsweise
Die Gartenkralle wird auf dem zu bearbeitenden Boden aufgesetzt und anschließend durch eine Drehbewegung in diesen zuerst eingestochen, weiter gedreht und wieder herausgezogen. Dabei bricht sie infolge der Drehung der gedrehten Zinken um die Stielachse das Bodenmaterial mitsamt dem Bewuchs auf. Die Anwendung ermöglicht mit geringer Kraft eine Auflockerung der obersten Bodenschicht im Durchmesser des Zinkenabstandes. Die Gartenkralle kann zudem eingesetzt werden, um Dünger oder anderes Material wie etwa Kompost in diese Schicht einzubringen. Der Einsatz des Werkzeuges kann durch vorheriges Befeuchten des Bodens erleichtert werden. 